# Daan Smith
Daan Smith (Schiedam, 18 maart 1992) is een Nederlands voetballer die als verdediger speelt.

## Carrière
Smith begon met voetballen bij VFC in Vlaardingen en speelde daarna bij Excelsior Maassluis. In 2009 kwam hij in 2000 in de jeugdopleiding van Feyenoord. Door Feyenoord wordt hij in het seizoen 2011/12 verhuurd aan SBV Excelsior. Ook in het seizoen 2012/13 werd hij door Feyenoord aan Excelsior verhuurd. Vanaf het seizoen 2014/15 speelt Smith voor Excelsior Maassluis. Daar werd hij in 2018 ook hoofd opleidingen. Op 9 november 2020 werd bekend dat Smith per direct zou stoppen als actief voetballer en per 1 januari 2021 aan de slag zou gaan voor zijn oude club Feyenoord, als coördinator jeugdopleiding van de onderbouw. Later kwam Smith echter terug op de beslissing om te stoppen. Hij zou per medio 2021 bij zijn oude club VFC gaan voetballen, enkele niveaus lager dan waarop Maassluis actief was. Waardoor het beter te combineren is met zijn werkzaamheden bij de Feyenoord Academy.

### Statistieken
| Seizoen         | Club            | Land            | Competitie      | Competitie | Competitie | Beker | Beker | Internationaal | Internationaal | Overig | Overig | Totaal | Totaal |
| Seizoen         | Club            | Land            | Competitie      | Wed.       | Dlp.       | Wed.  | Dlp.  | Wed.           | Dlp.           | Wed.   | Dlp.   | Wed.   | Dlp.   |
| --------------- | --------------- | --------------- | --------------- | ---------- | ---------- | ----- | ----- | -------------- | -------------- | ------ | ------ | ------ | ------ |
| 2011/12         | Feyenoord       | Nederland       | Eredivisie      | 0          | 0          | 0     | 0     | 0              | 0              | 0      | 0      | 0      | 0      |
| 2011/12         | → SBV Excelsior | Nederland       | Eredivisie      | 19         | 0          | 1     | 0     | 0              | 0              | 0      | 0      | 20     | 0      |
| 2012/13         | SBV Excelsior   | Nederland       | Eerste divisie  | 0          | 0          | 1     | 0     | 0              | 0              | 0      | 0      | 1      | 0      |
| 2013/14         | SBV Excelsior   | Nederland       | Eerste divisie  | 0          | 0          | 0     | 0     | 0              | 0              | 0      | 0      | 0      | 0      |
| Carrière totaal | Carrière totaal | Carrière totaal | Carrière totaal | 19         | 0          | 2     | 0     | 0              | 0              | 0      | 0      | 21     | 0      |